# هخهایم ام ماین
شهر هخهایم ام مایندر ایالت هسن در کشور آلمان واقع شده‌است.

## نگارخانه

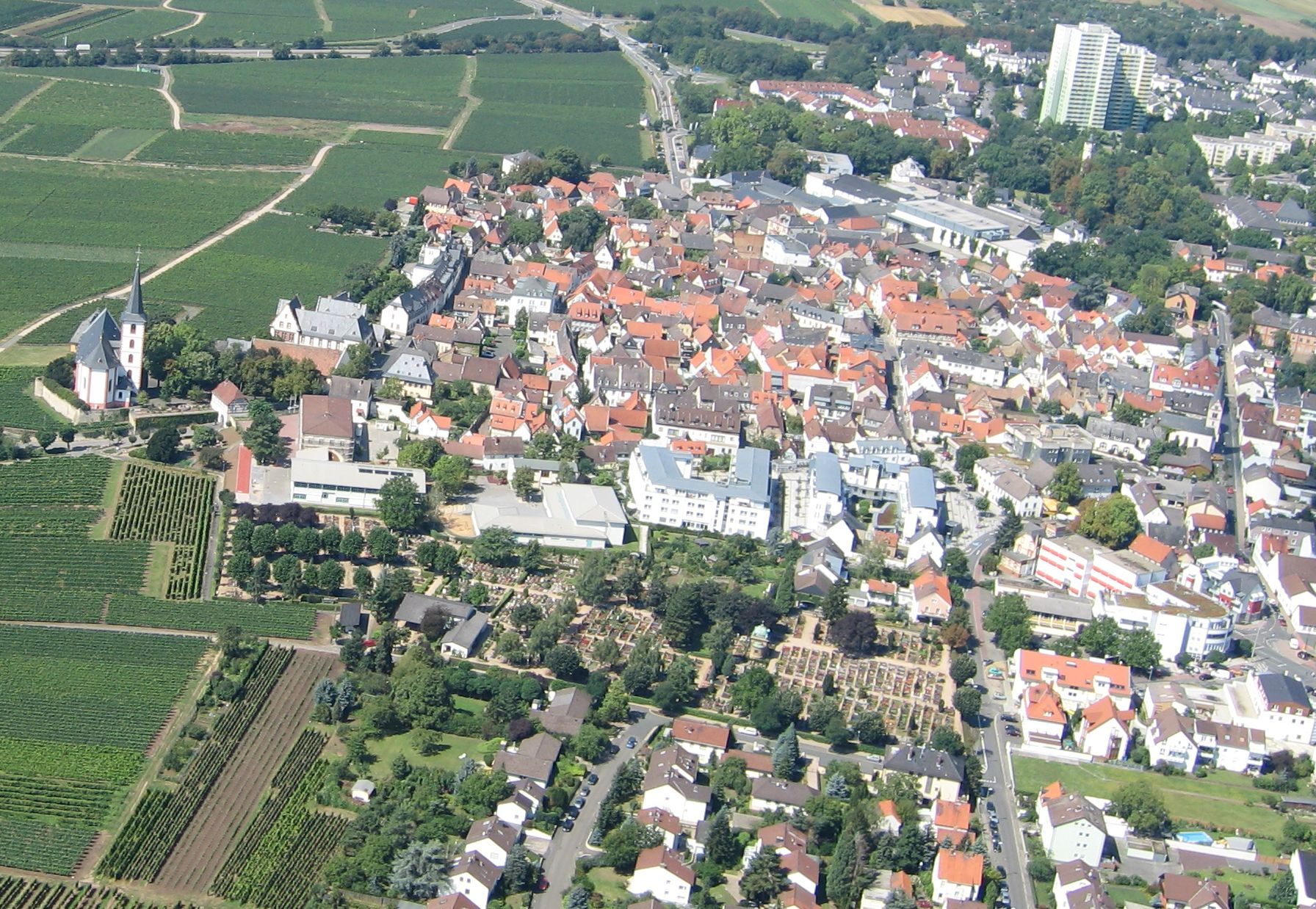
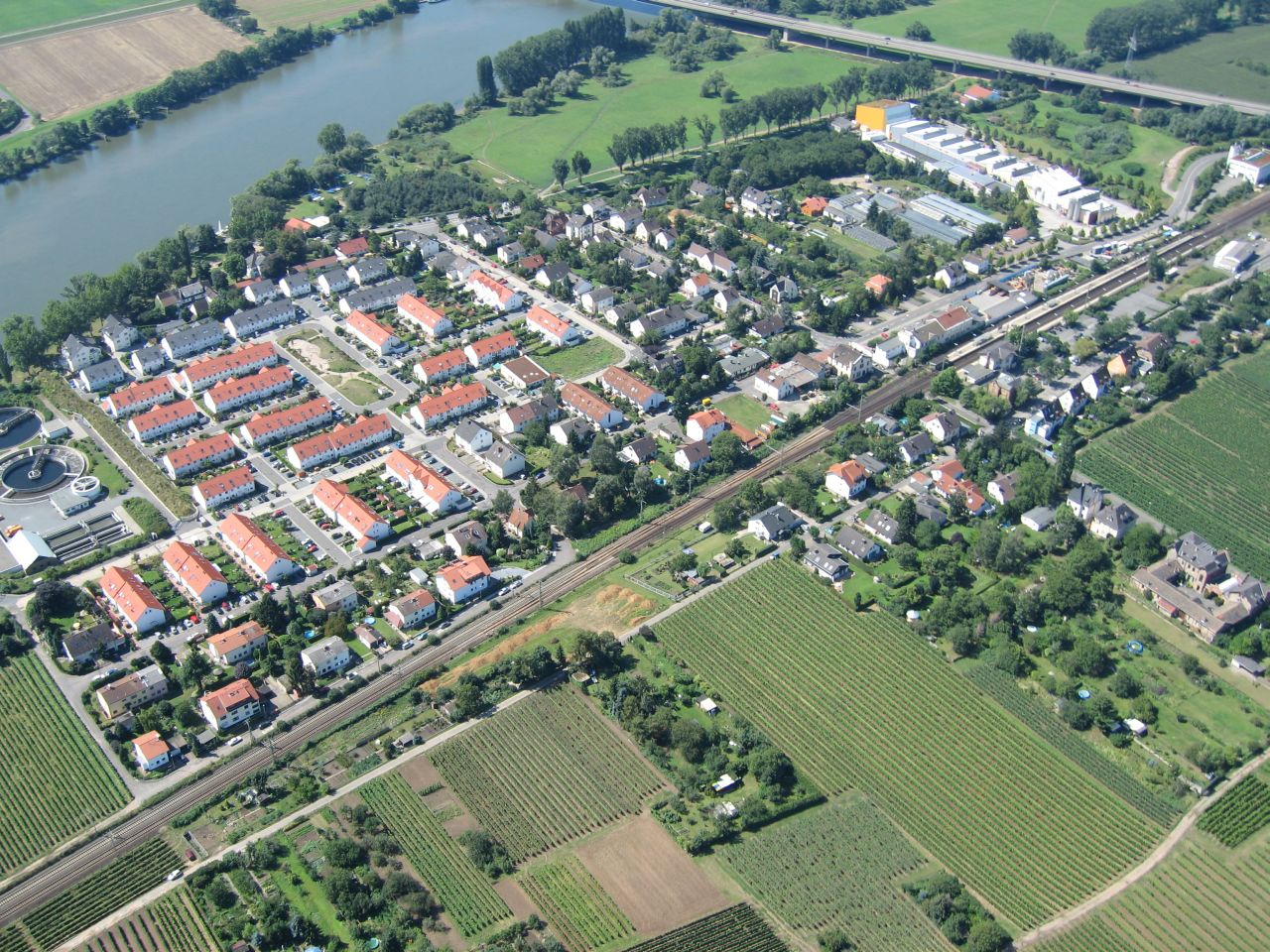